# Gartnait Ier
Gartnait mac Girom, dit Gartnait Ier, fils de Girom était le roi des Pictes entre 536 et 543.

## Contexte
D'après les Chroniques Pictes, ce roi a régné pendant six ou sept ans entre Drust mac Girom et Cailtram mac Girom. Cailtram aurait été le frère de Gartnait, et trois fils de Girom sont successivement cités comme rois, cependant, il n'est pas explicitement établi que Drust ait été un frère de Cailtram et de Gartnait.

## Sources
- Anderson, Alan Orr, Early Sources of Scottish History A.D 500–1286, volume 1. Reprinted with corrections. Paul Watkins, Stamford, 1990.  (ISBN 1-871615-03-8)
- (en) J.P.M. Calise, Pictish Sourcebook, Documents of Medieval Legend and Dark Age History, Londres, Greenwood Press, 2002, 365 p. (ISBN 0313322953), p. 229 Garthnach f. Giron (Gartnait III) King of Picts (536-543 ?)
- (en) William Arthur Cumming, The Age of the Picts, Stroud, Sutton Publishing, 1998 (ISBN 0750916087).
- (en) William Forbes Skene Chronicles Of The Picts,Chronicles Of The Scots, And Other Early Memorials Of Scottish History. H.M General Register House Edinburgh (1867) Reprint par Kessinger Publishings's (2007)  (ISBN 1432551051).